# Surface nodale (physique)
 (octobre 2024).
Si vous disposez d'ouvrages ou d'articles de référence ou si vous connaissez des sites web de qualité traitant du thème abordé ici, merci de compléter l'article en donnant les références utiles à sa vérifiabilité et en les liant à la section « Notes et références ».
En physique, une surface nodale d'un atome est une surface sur laquelle la probabilité de rencontrer un électron est nulle. Les surfaces nodales peuvent prendre une forme sphérique, conique ou torique. Le nombre des surfaces nodales d'un atome est égal à n−1, où n est le nombre de couches électroniques de l'atome.